# MTV Unplugged: Con el alma desnuda
MTV Unplugged: Con el alma desnuda es el nombre del 21º álbum y cuarto en vivo del cantante mexicano Emmanuel. Fue grabado el día jueves 15 de junio de 2017 en el recién re-inaugurado Frontón México de la CDMX. Fue publicado el 27 de octubre de 2017.
Durante el concierto interpretó la canción "Está Triste Guitarra" a dueto con Julión Álvarez, pero debido a los problemas legales de este último, no fue transmitida ni incluida en el álbum.

## Lista de canciones
| N.º | Título                                      | Escritor(es)                       | Duración |  |
| 1.  | «Tengo»                                     | Emmanuel · Shel Shapiro            | 4:44     |  |
| 2.  | «Ven con el alma desnuda»                   | David Beigbeder                    | 4:09     |  |
| 3.  | «No he podido verte (Edit)» (con Nacho)     | Juan Luis Guerra                   | 4:18     |  |
| 4.  | «Pobre diablo»                              | Manuel Alejandro · Ana Magdalena   | 5:03     |  |
| 5.  | «Tengo mucho que aprender de ti»            | Manuel Alejandro · Ana Magdalena   | 4:30     |  |
| 6.  | «Es mi mujer (Edit)» (con Alexander Acha)   | K. C. Porter · Luis Gómez Escolar  | 4:15     |  |
| 7.  | «La chica de humo»                          | Mauro Malavasi · María Lar         | 4:58     |  |
| 8.  | «Todo se derrumbó»                          | Manuel Alejandro · Ana Magdalena   | 4:14     |  |
| 9.  | «Hay que arrimar el alma» (con Ana Torroja) | Manuel Alejandro · María Alejandra | 4:13     |  |
| 10. | «La última luna»                            | Lucio Dalla · Joaquín Sabina       | 5:58     |  |
| 11. | «Luces de bohemia para Elisa»               | José María Cano                    | 4:36     |  |
| 12. | «Quiero dormir cansado» (con Kinky)         | Manuel Alejandro · Ana Magdalena   | 4:13     |  |
| 13. | «Detenedla ya»                              | Manuel Alejandro · María Alejandra | 5:27     |  |
| 14. | «Toda la vida» (con Manuel Mijares)         | Lucio Dalla · Luis Gómez Escolar   | 4:41     |  |
| 15. | «Sentirme vivo»                             | Gian Marco Zignago                 | 4:35     |  |